# Eurobodalla-Nationalpark
Der Eurobodalla-Nationalpark ist ein Nationalpark im Südosten des australischen Bundesstaates New South Wales, 268 Kilometer südlich von Sydney an der Küste des Pazifiks um die Städte Narooma und Moruya.
Der Park ist in mehrere Küstenabschnitte zwischen Moruya Heads und südlich von Narooma aufgeteilt. Er beginnt an der Mündung des Deua River und umfasst auch die Mündung des Tuross River. Zu erreichen ist der Park über den Princes Highway.

## Sehenswürdigkeiten
Die wichtigsten Sehenswürdigkeiten im Park sind:
- Wrack der SS Monaro
- Lotsenstation am South Head in Moruya
- Friedhof am Toragy Point
- Wrack der Kameruka